# San Pedro, Chichimilá
San Pedro är en ort i Mexiko.   Den ligger i kommunen Chichimilá och delstaten Yucatán, i den östra delen av landet, 1 100 km öster om huvudstaden Mexico City. San Pedro ligger 28 meter över havet och antalet invånare är 408.
Terrängen runt San Pedro är mycket platt. Runt San Pedro är det mycket glesbefolkat, med 4 invånare per kvadratkilometer. Närmaste större samhälle är San Silverio, 18,8 km öster om San Pedro. I omgivningarna runt San Pedro växer i huvudsak städsegrön lövskog.